# Carl Boyer
Carl Benjamin Boyer (New York, 3 novembre 1906 – 26 aprile 1976) è stato un matematico e saggista statunitense.

## Biografia
È noto principalmente come storico della matematica. Nella sua opera più rappresentativa, "Storia della matematica", vengono esposti in modo  dettagliato gli sviluppi di questa disciplina dagli albori fino ai nostri giorni.
Conseguì il Master in matematica al Columbia College nel 1929, e il Dottorato nel 1939 presso la Columbia University.
Dal 1954 è stato membro dell'istituzione scientifico-culturale "John Simon Guggenheim Memorial".
Per molti anni curò la rubrica di recensione libraria della rivista specializzata americana Scripta Mathematica.
Morì di infarto a New York nel 1976.
Nel 1978 la vedova, Marjorie Duncan Nice, istituì il Carl B. Boyer Memorial Prize, un premio riservato agli studenti della Columbia University che hanno scritto il miglior saggio su argomenti matematici o scientifici.

## Opere principali
È riportata la data di pubblicazione della prima edizione.
- History of Analytic Geometry (1956)
- The History of Calculus and its Conceptual Development (1959)
- The Rainbow: From Myth to Mathematics (1960)
- A History of Mathematics (1968)